# Manuel Penella

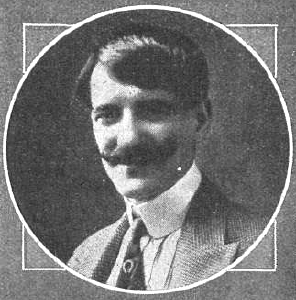
Manuel Penella, 1913

Manuel Penella Moreno (* 31. Juli 1880 in Valencia; † 24. Januar 1939 in Cuernavaca, Mexiko) war ein spanischer Komponist der Romantik, sein Vater war der Komponist Manuel Penella Raga (1847–1909). Sein bekanntestes Werk ist die Oper El gato montés: „Die Wildkatze“.

## Werke (Auswahl mit Uraufführungsdaten)
- 1893 El queso de bola, Valencia
- 1899 Don Canuti, Valencia
- 1910 Gracia y justicia, Madrid
- 1910 La niña mimada, Barcelona
- 1910 La reina de las tintas, Madrid
- 1910 Las romanas caprichosas, Madrid
- 1911 La niña de los besos, Madrid
- 1912 Las musas latinas, Valencia
- 1914 Galope de amor, Madrid
- 1914 La muñeca del amor, Madrid
- 1914 La isla de los placeres, Madrid
- 1916 El gato montés, Valencia
- 1918 Bohemia dorada, Madrid
- 1920 La sucursal de la gloria, Mexiko-Stadt
- 1932 Don Gil de Alcalá, Barcelona
- 1933 El hermano lobo, Barcelona
- 1935 La malquerida, Barcelona